# Consiglio capi
(Robert Baden-Powell, Scautismo per Ragazzi)
Il consiglio capi è un organo di un reparto scout formato dai capipattuglia (o Capi Squadriglia) e dai capireparto.

## Consiglio capi nell'AGESCI
Ne fanno parte i capi squadriglia, i capi reparto e l'assistente ecclesiastico. In alcuni casi è ammessa la partecipazione anche degli aiuto capo unità e dei vice capo squadriglia.
Si riunisce regolarmente per verificare e organizzare la vita di reparto e delle squadriglie: analizza la situazione e le necessità del reparto; pianifica il programma delle attività e lo verifica; prepara il Consiglio della Legge; segue il Sentiero di tutti gli Esploratori e le Guide.
Il consiglio capi è uno strumento che permette ai capi squadriglia di sperimentare la cogestione del reparto. Inoltre hanno l'opportunità di crescere nella responsabilità, in un'ottica di servizio, collaborazione, solidarietà.

## Corte d'onore negli Scout d'Europa
Il consiglio capi definisce in maniera dettagliata come realizzare concretamente gli orientamenti della Corte d'onore.
Esso presenta la stessa composizione della Corte d'onore: Capo Riparto, Assistente spirituale, Capi Squadriglia. Qualche volta, verso la fine dell'anno, può essere utile invitare anche i Vice Capi Squadriglia, perché inizino ad imparare per quando saranno Capi Squadriglia.

### Obiettivi educativi
Unitamente alla Corte d'onore, il consiglio capi è uno dei migliori strumenti a disposizione dello scautismo per affidare delle responsabilità concrete ai ragazzi, insegnando loro ad agire in maniera pratica come capi. I Capi Squadriglia hanno l'opportunità di:
- imparare ad organizzarsi personalmente per adempiere agli incarichi ricevuti;
- imparare ad organizzare la Squadriglia;
- affinare le capacità tecniche personali occorrenti alla buona realizzazione delle attività, utilizzazione del sistema delle prove di classe e di specialità.

### Quando
Il consiglio capi ha luogo in media una volta alla settimana o ogni due, e si svolge secondo un programma ben definito, in maniera da tenere sotto controllo i programmi di Riparto e le varie priorità. Al campo estivo il consiglio capi si svolge tutti i giorni.

### Come
Ogni Capo Squadriglia porta il punto di vista della propria Squadriglia nel consiglio capi, e riporta i piani e le decisioni del consiglio capi in Squadriglia. In questo modo, ogni scout del riparto può dire la sua e contribuire alla gestione del Riparto. Nel consiglio capi, in base agli obiettivi stabiliti dalla Corte d'onore, si definiscono:
- i piani, i progetti e la preparazione necessaria per attuarli;
- i dettagli pratici della realizzazione delle attività;
- la suddivisione degli incarichi tra le Squadriglie;
- l'analisi delle attività svolte.

Il ruolo del Capo Riparto è quello di stimolare l'interesse e la discussione costruttiva fra i suoi Capi Squadriglia.